# Argostemma ridleyi
Argostemma ridleyi är en måreväxtart som beskrevs av George King. Argostemma ridleyi ingår i släktet Argostemma och familjen måreväxter. Inga underarter finns listade i Catalogue of Life.